# 六角氏
六角氏（ろっかくし）は、武家・士族だった日本の氏族。宇多源氏佐々木氏の流れで、鎌倉時代から戦国時代にかけて近江国南部を中心に勢力を持った武家（守護大名）。藤原北家流の公家・六角家とは血の繋がりはない。佐々木六角氏ともいう。

## 概要
近江源氏と呼ばれた佐々木氏の4家に分かれた家のうちの1つで、鎌倉時代より守護として南近江一帯を支配していた。六角氏と名乗ったのは、京都六角東洞院に六角氏の祖となる佐々木泰綱が屋敷を得たからと言われている。

## 歴史

### 鎌倉時代
佐々木氏は幕府創業の功臣でもあったので西日本各国の守護を任され繁栄していた。佐々木氏当主・佐々木信綱の死後、所領の多くは三男・泰綱が継承したが、寛元元年（1243年）、信綱の長男・重綱の訴えを幕府が入れ、泰綱が嫡流であることは変わりはなかったが、泰綱は有した近江の所領の一部（坂田郡大原荘）を失った。その後、重綱と次男・高信、末子・氏信はそれぞれ大原氏・高島氏・京極氏の祖となり、嫡流の泰綱の家系は六角氏と呼ばれる。これらの庶流は鎌倉幕府に直接仕えたため、惣領家たる六角氏は家臣団化できず、六角氏の領国支配の障害となった。しかし、近江国守護職は六角氏が保持し続けた。
鎌倉幕府の滅亡時は、当主・六角時信が六波羅探題に最後まで味方し、敗れ降伏している。その後、六角氏は建武政権にも参画していたが、足利尊氏が離反した後は、尊氏方と北朝についた。

### 室町幕府の成立と京極氏の台頭
室町幕府が成立すると、庶流である京極氏の京極高氏（佐々木道誉）が近江守護に任じられた（建武5年）が、後に六角氏頼が近江守護に任じられ、以降は幕府と対立した一時期を除いて近江源氏佐々木氏嫡流として近江一国の守護の地位を占めた。だが、京極氏は出雲や飛騨の守護に代々任ぜられ繁栄し近江国内でも守護使不入（守護である六角氏の支配を受けない特権）を認められ、3代将軍足利義満の頃には四職となり幕府の要職につき六角氏と対立した。また、国内の同族の中には高島氏・朽木氏（高島氏支族）・大原氏など奉公衆として幕府の直臣化される者もおり、彼らは幕府からの直接の命令を奉じて守護六角氏の命令には従わなかった。さらに領内には比叡山もあり室町時代を通じて六角氏の支配は安定せず、六角満綱・六角持綱父子は家臣の反乱により自害に追いやられ、持綱の弟で後を継いだ六角久頼は京極持清との対立の末に心労により康正2年（1456年）に自害して果てている。

### 応仁の乱と鈎の陣
久頼の跡を継いだ六角高頼（亀寿丸）は長禄2年（1458年）に幕府の命により廃嫡され、従兄・六角政堯が近江守護となったが、政堯は一族の伊庭氏との抗争により長禄4年（1460年）に近江守護の座を高頼（亀寿丸）に返還させられた。
応仁・文明の乱が起こると、高頼は西軍に属した。六角氏の軍事指揮は重臣の山内政綱と伊庭貞隆が執った。乱中は、東軍方の近江守護となった京極持清や六角政堯と戦い、さらに美濃守護の土岐成頼や守護代斎藤妙椿と協力して敵対勢力にあたることもあった。文明2年（1470年）京極持清の病没により京極氏が分かれると（京極騒乱）、西軍に京極高清が加わるなど京極氏は混乱し、そのため、一時閉塞していた高頼は近江に勢力を伸ばした。文明3年（1471年）には、高頼は清水城を落とし六角政堯を自害に追い込んだ。
文明9年（1477年）に応仁の乱が収束すると、翌文明10年（1478年）に高頼は幕府に帰参し、9代将軍・足利義尚により近江守護の座を与えられた。しかし、高頼は寺社や奉公衆の所領を押領したため、長享元年（1487年）足利義尚自ら率いる幕府軍の遠征が開始された（長享の乱）。高頼は甲賀山中に逃亡したがそこでゲリラ戦を展開したため、戦線は膠着状態となった。足利義尚は近江守護の座を側近の結城尚豊に与え遠征を続行したが、長享3年（1489年）近江鈎の陣中で病死し遠征は中止された。

### 六角氏と明応の政変
延徳2年（1490年）、土岐氏に庇護されていた足利義材（後の義稙）が10代将軍に就任し、六角高頼は赦免された。しかし、六角氏の内衆が寺社本所領の返還を拒絶したため、翌延徳3年（1491年）4月に再び幕府軍の遠征が開始された（延徳の乱）。高頼は再び甲賀に逃れたが敗北を重ね伊勢でも北畠氏の軍勢に迎え撃たれて逃亡した 。足利義材は近江守護の座を六角政堯の遺児である六角虎千代に与え、明応元年（1492年）12月に京に凱旋したが、直後の明応2年（1493年）4月、河内遠征中に管領の細川政元が足利義高（後の義澄）を擁立し権力を失った（明応の政変）。
11代将軍となった足利義高は六角虎千代を廃し、山内就綱（佐々木小三郎）を近江守護に任じた。高頼はこの機に乗じて蜂起し、斎藤妙純らの支援を受けて山内就綱を京都に追い返し、明応4年（1495年）、足利義高からの懐柔を受け近江守護に任じられた。高頼は、細川政元と共に美濃で起こった船田合戦に介入し、翌明応5年（1496年）に美濃斎藤氏、京極氏、朝倉氏による侵攻を受けたが、高頼は伊勢の軍勢や蒲生氏の支援を受けてこれを撃退し、斎藤妙純を討ち取った。
京都の細川政元らと敵対していた足利義材は、明応7年（1498年）9月に越中から越前に移り、更に河内で兵を挙げた畠山尚順に呼応して明応8年（1499年）11月に近江まで南下したが、高頼は坂本で足利義材の軍を奇襲し敗走させた。永正5年（1508年）に大内義興の上洛により10代将軍足利義材が復権すると、高頼は11代将軍足利義高を庇護した。しかし永正8年（1511年）、船岡山合戦で足利義澄を擁立していた細川澄元が敗北すると足利義材に恭順した。その後、高頼は伊庭貞隆との対立に勝利し、六角氏の戦国大名化を成し遂げた。
ただし、通説の久頼の没年と高頼の生年が離れすぎて世代が合わないため、久頼－高頼間に1世代あるとして、佐々木哲は古文書に見える六角政勝をその間に置くべきとする説もある。

### 六角氏と三好氏の攻防
戦国時代中頃には六角定頼（高頼の次男）が登場した。定頼は第12代将軍足利義晴（義高の子）や第13代将軍足利義輝をたびたび庇護し、天文法華の乱の鎮圧にも関与した。近江蒲生郡観音寺城を本拠として近江一帯に一大勢力を築き上げたのみならず伊賀国や伊勢国の一部（北勢四十八家が支配する北伊勢地域）までにも影響力を及ぼしたとされ、六角氏の最盛期を創出し、阿波国から畿内に進出した三好氏と度々争った。
しかし定頼の死後、跡を継いだ六角義賢の代においても、畿内の覇権を握った三好長慶と度々争ったが、永禄3年（1560年）に野良田の戦いで浅井長政と戦って敗れるなど六角氏の勢力は陰りを見せ始める。

### 観音寺騒動とその後
義賢の嫡男・六角義治（義弼）は家督を継いだ後、永禄6年（1563年）に重臣の後藤賢豊父子を殺害したが、これを契機に家中で内紛（観音寺騒動）が起き、六角氏式目への署名を余儀なくされ、六角氏当主の権力は弱体化した。このように六角氏は六角義賢・義治父子の時代に大きく衰退し、永禄11年（1568年）、織田信長率いる上洛軍と戦って敗れ、居城である観音寺城を去ることになった（観音寺城の戦い）。

### 織豊時代
その後、義賢と義治は甲賀郡北部の石部城に拠点を移して信長に対してゲリラ的に抵抗した（これは過去の室町幕府の六角氏征伐の際に六角高頼の取った戦術と同様である）。そして、永禄13年（元亀元年・1570年）に金ヶ崎の戦いで信長が朝倉義景に敗れたという情報を入手すると挙兵するが野洲河原の戦いで柴田勝家率いる織田軍に敗北、朝倉軍が近江に侵攻すると再び挙兵するが再度敗れて、同年11月には観音寺城などの主要部を取り返せないまま信長と和睦した（志賀の陣）（この和睦は一時的であったものとは言え、観音寺城を奪われたまま和睦したことは事実上の降伏で、大名としての六角氏の滅亡とする評価がある）。
その後も義賢と義治は何度か挙兵を試みており、天正2年（1574年）4月に石部城が落城すると甲賀郡南部の信楽に逃れてさらに抵抗を続けたが、次第に歴史の表舞台から遠ざかることとなった。
後に六角義治は豊臣秀次によって召し出されており、大坂の豊臣秀頼の家臣としても見えている。
義治は近江八幡城主も務めた豊臣秀次に近臣として仕え、秀次家が滅亡すると豊臣秀頼に仕えた。

### 江戸時代以降
義治の婿養子・定治は義父の跡を継ぎ豊臣秀頼の家臣となり大坂の陣を迎えた。大坂城退散後、旧重臣であった蒲生氏の客将を経て加賀国の前田氏家臣として仕え、江戸時代には加賀藩士の佐々木六角（六角）家として1,000石となり、子孫が加増され2,100石の加賀藩士として明治維新に至った。明治時代には士族に列せられ、家は現在に至るまで続いている。また仙台藩士にも六角家があり、初代は直久といい、伊達吉村に召し出されたという。現在も福島県郡山市などに六角姓が多く分布している。
義治の弟・六角義定（観音寺騒動の後に義治に当主の座を譲られたとされる。ただしこれには反論もある。また、定治の実父でもあるが、定治の子孫を嫡流とする説でも定治は舅の義治から直接家督を譲られているため、義定は当主ではない。）の子孫も江戸幕府の旗本となった。こちらも本苗の佐々木氏を名乗っている。しかし義定の曾孫・求馬定賢が若年で死去し絶家となった。
義治の弟・高一は織田信雄の家臣となり、その子・正勝は生駒氏を称し、大和国宇陀松山藩織田家の重臣となった。子孫は丹波国柏原藩織田家に仕えた。
六角氏研究を行っている中世史家の村井祐樹は、六角義賢の墓所と位牌がある酬恩庵が加賀藩士の佐々木六角家と連絡を取って法要を行ってきた事実を指摘して、加賀藩士の佐々木六角家が近江守護六角氏の嫡流子孫であったと結論づけ、旗本佐々木家もその一分家であったとしている。
明治期の政治家で華族の侯爵に昇った佐佐木高行の生家である土佐の佐佐木家は、六角氏の支流と伝わる。

## 偽書『江源武鑑』の影響
江戸時代に沢田源内が書いた偽書『江源武鑑』や系図類では、定頼の系統は六角氏庶家の箕作氏で陣代にすぎず、氏綱（定頼の兄）の子・義実の系統が嫡流であるとしている。豊臣秀吉が氏綱の子・義秀に仕えて偏諱を受けたことや、氏綱の子・義郷が豊臣姓と侍従の官を授かり12万石の大名となり、豊臣秀次に連座して改易となったとされている。この書は偽書ではあったが、『寛政重修諸家譜』の山岡氏系図や、民間の史書に引用された。佐々木哲など一部の在野歴史家はこの六角氏綱（六角定頼の兄）の子孫が実在したとする立場をとっているが、研究者には偽書と見られている。
村井祐樹は、六角氏綱の七回忌や十三回忌の施主がいずれも定頼であることから氏綱の子孫はいなかったとしている。

## 六角氏の一族
- 六角泰綱
- 六角頼綱
- 六角時信
- 六角氏頼
  - 六角義信
- 六角満高
- 六角満綱
- 六角持綱
  - 六角時綱
- 六角久頼

- 六角高頼
- 六角氏綱
- 六角定頼
- 六角義賢
- 六角義治
- 六角義定 （義治の弟）
- 六角政勝（山内政綱と共に六角高頼を後見[注釈 2]。六角姓ではない[注釈 3]とも、高頼の父で久頼の子[19]ともされる。）

## 系図
- 『寛政重修諸家譜』[注釈 4]『系図纂要』『石川県姓氏歴史人物大辞典』に拠る。ただし室町後期から戦国時代にかけての系図は諸説ある。

## 六角氏の主要家臣
室町時代
- 山内氏（佐々木氏流）
  - 山内信詮
  - 山内政綱
  - 山内就綱
- 伊庭氏
  - 伊庭満隆
  - 伊庭貞隆
  - 伊庭貞説

戦国時代
- 馬淵氏
  - 青地氏
  - 堀部氏
- 後藤氏
  - 後藤賢豊
  - 後藤高治
- 蒲生氏
  - 蒲生貞秀
  - 蒲生秀行
  - 蒲生秀紀
  - 蒲生高郷
  - 蒲生定秀
  - 蒲生賢秀
  - 蒲生氏郷
- 小倉氏
- 三雲氏
  - 三雲定持
  - 三雲賢持
  - 三雲成持
- 進藤氏
  - 進藤貞治
  - 進藤賢盛
- 猪飼氏
  - 猪飼昇貞

- その他家臣・統制下の領主
- 山中俊好
- 布施公雄
- 吉田重政
- 平井定武
- 中田定平
- 鯰江貞景

## 分国法
- 六角氏式目